# ایوان دو نوا
ایوان دو نوا (انگلیسی: Iván de Nova؛ زادهٔ ۲۲ سپتامبر ۱۹۹۶) بازیکن فوتبال اهل اسپانیا است.
از باشگاه‌هایی که در آن بازی کرده‌است می‌توان به باشگاه خیمناستیک تاراگونا اشاره کرد.